# Totenhütte
Als Totenhütten werden in der deutschen Ur- und Frühgeschichtsforschung Bauten bezeichnet, die für  Bestattungen benutzt wurden.
Der Begriff wurde 1928 durch Hans Reinerth (1900–1990) für die schnurkeramischen Schweizer „Totenhäuser“ von Sarmenstorf geprägt. Er nahm an, dass die Grabbauten die Häuser (oder Hütten) der Lebenden nachahmten. In den ostdeutschen Bundesländern werden parallel auch die Begriffe Bohlen- und Mauerkammergrab verwandt.

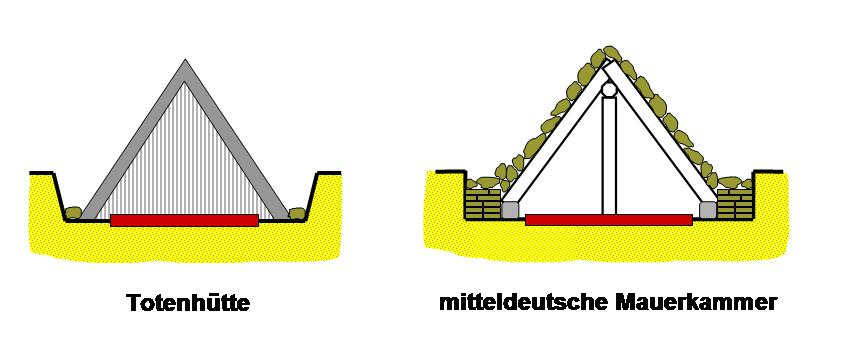
Totenhütte (Bohlenkammer) und Mauerkammergrab

## Neolithikum

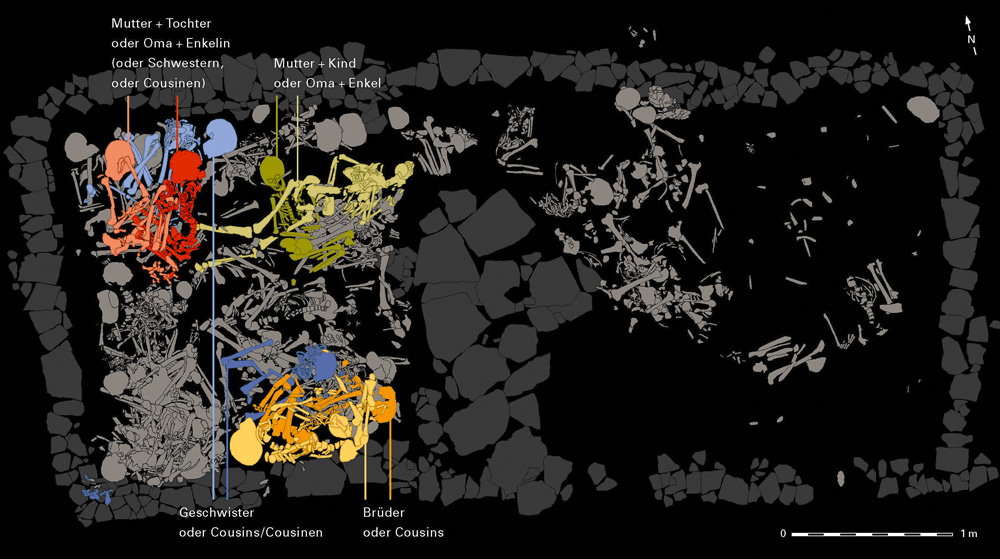
Grundriss der Totenhütte von Benzingerode aus der Bernburger Kultur

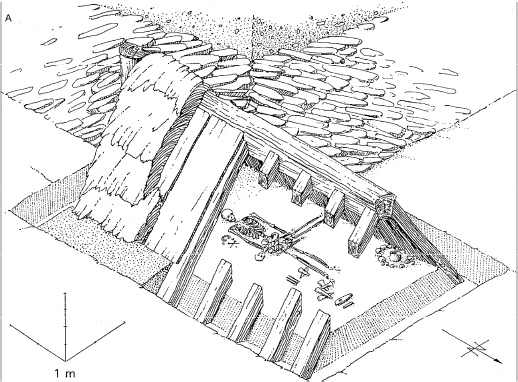
Rekonstruktion der Totenhütte von Leubingen

In der Jungsteinzeit Mitteleuropas kam das Kollektivgrab in verschiedenen Grabformen auf, darunter ragt die Grabform „Totenhütte“ (bzw. das „Totenhaus“) hervor. Allein in Thüringen sind mittlerweile über zwanzig solcher Anlagen bekannt. Die spätneolithische, als Kollektivgrab angelegte Totenhütte wird von Mario Küßner, Museumsleiter des Museum für Ur- und Frühgeschichte Thüringens, als ein „über längere Zeit für sukzessive Bestattungen – und wohl auch Feierlichkeiten – zugänglicher halbeingetiefter Raum“ definiert. Die Ausführung der Anlage – als Mauerkammer oder Bohlenkammer etwa –, das beim Bau der Totenhütte verwendete Material („Stein, Holz oder Mischbauweise“) bzw. die Ausgestaltung der Grabanlage („Größe, Pflasterungen, Parzellierungen, Dachform, Überschüttung“) erfolgten, den „örtlichen und regionalen Vorlieben und Gegebenheiten angepasst“, sehr unterschiedlich. Nach Küßner bieten die „thüringischen, sachsen-anhaltinischen sowie die weiter westlich und südwestlich gelegenen Anlagen, oft als Umsetzungen der Megalithik mit den regional zur Verfügung stehenden Baumaterialien und unter Aufnahme von Ideen aus entfernteren Gegenden, selbst in Kleinregionen dafür reiche Befunde“.
In der Trichterbecherkultur (TBK) wurden Totenhütten unter anderem in der Bernburger Kultur gebaut. Sie sind im Gebiet zwischen Weser und Saale, insbesondere in Thüringen verbreitet. Hans-Jürgen Beier bezeichnet die Totenhütten der Bernburger Kultur als pseudomegalithisch. Die eingesenkte „mitteldeutsche Mauerkammer“ stellt er den hessisch-westfälischen Galerieanlagen gleich und sieht in ihr eine Megalith-Imitation. Zu dieser Gattung zählt er neben der Anlage von Odagsen, Landkreis Northeim etwa ein Dutzend weiterer Anlagen. Er unterscheidet Mauerkammer- und Trockenmaueranlagen.
Aus Dänemark sind ebenfalls Totenhütten bekannt (Gräberfeld von Farre). Hier ist besonders Vroue Hede I + II in Jütland zu nennen, wo Steingräber (dänisch dødehus) und Erdgräber in Reihen und Totenhütten gemeinsam mit einem Ganggrab vorkommen (Jørgensen 1977).

### Verbreitung
Bis Anfang der 1970er Jahre lagen Befunde hauptsächlich aus dem Gebiet der Bernburger Kultur, also aus Thüringen und Sachsen-Anhalt vor. Neun Exemplare wurden in Niedersachsen erkannt, wo Totenhütten bis an die Leine verbreitet sind. Diese Ausgangslage änderte sich durch Neufunde  (Totenhütte von Halberstadt 2023). Dazu zählen die Holzkammer der Wartberg-Kultur (WBK) von Warburg II, Kreis Höxter in Westfalen, die Mauerkammer von Remlingen im Kreis Wolfenbüttel, die Totenhütte von Obernjesa und die Totenhütten bei Großenrode I und II und Odagsen im Landkreis Northeim in Südniedersachsen. Letztere ist aufgrund der C14-Datierung der Knochen mit der Endphase der TBK zu parallelisieren. Im Zuge des Neubaus der Bundesstraße 6 auf der Gemarkung Benzingerode, Landkreis Harz, gelang es, eine Totenhütte in außergewöhnlich guter Erhaltung zu untersuchen und zu dokumentieren (siehe: Totenhütte von Benzingerode). Bei Nauendorf im Saalekreis sind 2024 bei Grabungen auf der Fläche des künftigen Stromtrasse "Südostlink" zwei 6.000 Jahre alte, Totenhütten entdeckt worden. Die überhügelten Totenhütten gehören zur Baalberger Kultur, für die der trapezförmige Grundriss typisch ist.

## Datierung
In den Jahren 2010 und 2011 wurden für die Untersuchung der Chronologie drei norddeutschen Kollektivgräbern (Calden II, Grossenrode II und Odagsen I) Proben von Zahn, Schläfenbein und Kiefer von Individuen genommen und  mit der bisherigen  Chronologie (etwa 3300-3000  cal v. Chr.) verglichen.  Dabei  zeigte sich, dass die neuen Daten einen früheren Beginn der Bestattungen (um 3500 v. Chr.) andeuten.

### Grabbeigaben
In den Totenhütten findet sich Keramik, darunter auch Tontrommeln.

### Konstruktion
Die Anlagen wurden meist aus Spaltbohlen erbaut. Sie besitzen eine zum Teil mehrlagige steinerne Bodenpflasterung, auf der sich Beigaben und die Skelettreste fanden. Einige Anlagen wurden mit Steinpackungen verblendet. Die meisten Hütten bestehen aus einem von der Grubensohle ausgehenden Satteldach. Das aus Baumstämmen oder Spaltbohlen gebildete Dach wurde letztlich mit einem Erdhügel bedeckt. Der Zugang befand sich an der Schmalseite, die den Bau rechtwinklig abschloss.

## Bronzezeit
Bekannt ist die frühbronzezeitliche Totenhütte von Leubingen in einem Fürstengrab der Aunjetitzer Kultur. Sie war so gut erhalten, dass sie Dendro-datiert werden konnte. In Polen waren in der Hügelgräberbronzezeit (Trzciniec-Kultur) Totenhäuser in Grabhügeln geläufig.
Die Totenhütte aus Borchen-Etteln (Kreis Paderborn) bestand aus zeltartig aneinandergelehnten Eichenbohlen, die eine einzelne Bestattung bedeckten. Die Konstruktion war verbrannt und anschließend mit einem Hügel bedeckt worden. Aus Undenheim (Kreis Mainz-Bingen) ist die Totenhütte einer jungen Frau aus der Urnenfelderzeit bekannt, die reiche Beigaben enthielt.

## Eisenzeit
Hallstattzeitliche Vierpfostenkonstruktionen in württembergischen Grabhügeln, z. B. Weilimdorf und Böblingen, wurden ebenfalls als Totenhäuser interpretiert.